# 미라클 시즌
미라클 시즌(The Miracle Season)은 미국에서 제작된 숀 맥나마라 감독의 2018년 드라마 영화이다. 헬렌 헌트 등이 주연으로 출연하였고 마크 치아르디 등이 제작에 참여하였다.

## 출연

### 주연
- 헬렌 헌트
- 에린 모리아티
- 다니카 야로쉬
- 윌리엄 허트

### 조연
- 티에라 스코브예
- 네스타 쿠퍼
- 제이슨 그레이 스탠포드
- 버클리 더필드
- 레베카 스탭

## 제작진
- 미술: 브렌트 토머스
- 의상: 제니 걸렛
- 배역: 쉘리아 자프